# Neivamyrmex planidens
Neivamyrmex planidens är en myrart som beskrevs av Borgmeier 1953. Neivamyrmex planidens ingår i släktet Neivamyrmex och familjen myror. Inga underarter finns listade i Catalogue of Life.